# Brasserie d'Ivano-Frankivsk
La  brasserie , en ukrainien Пивоварний завод (Івано-Франківськ), est une brasserie d'Ukraine situé à Ivano-Frankivsk.

## Activités

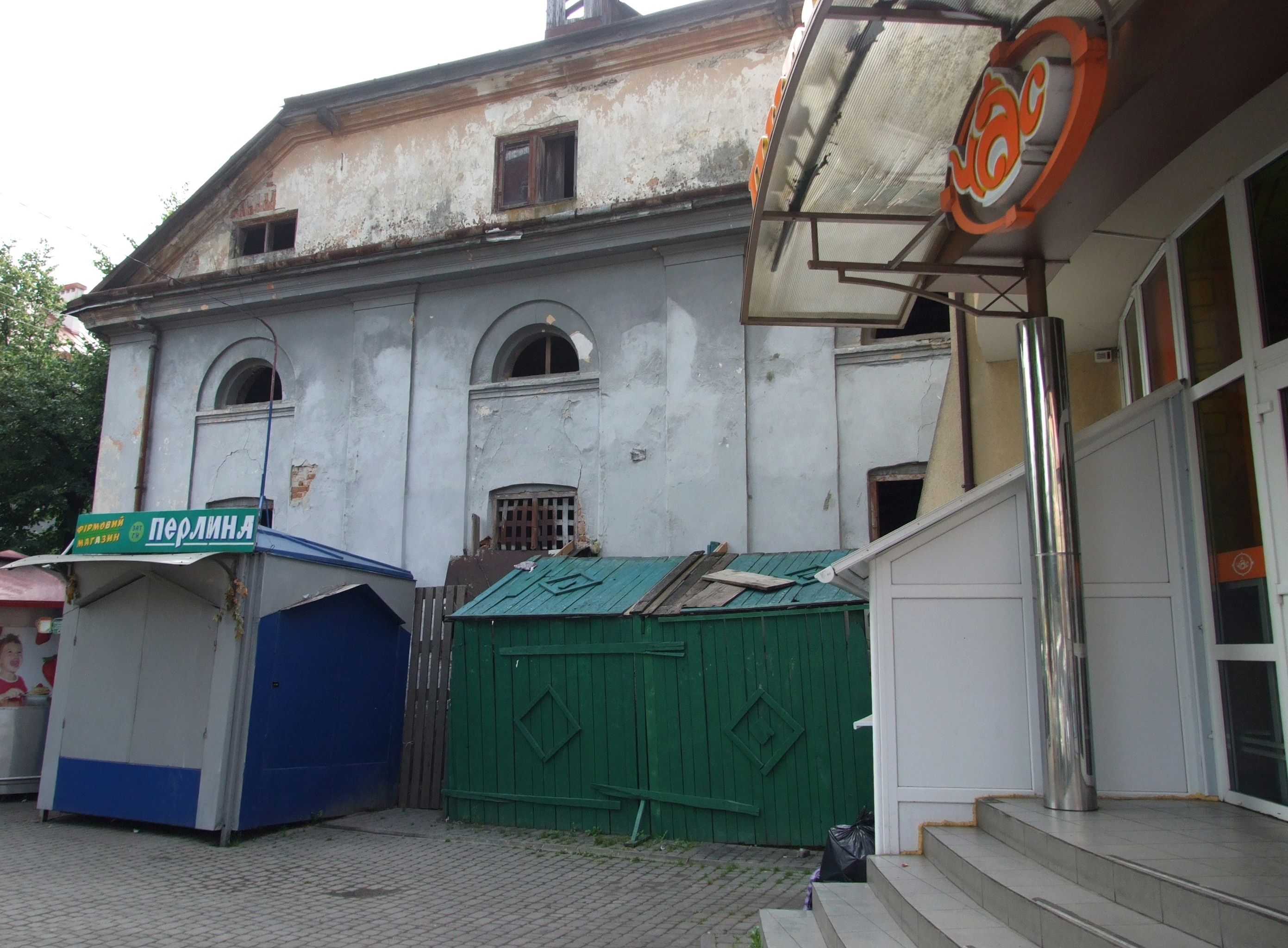
La cour.

## Histoire

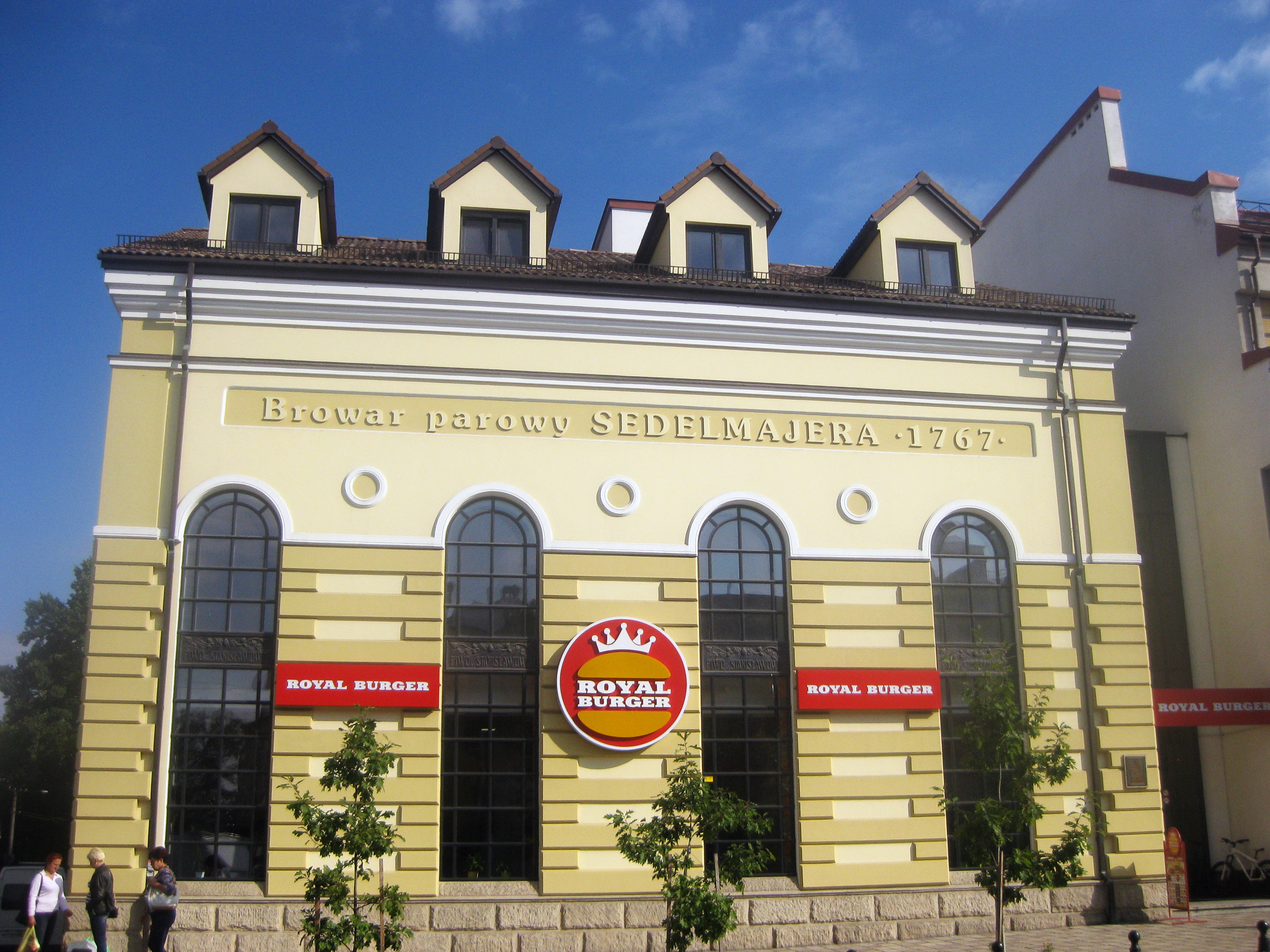
La façade.

Créé en 1767 il se compose de deux bâtiments. L'entreprise de brasserie a cessé de produite en 1997 pour utiliser les bâtiments en café, micro-brasserie et musée dédié.